# Патов, Николай Иванович

Николай Иванович Патов (31 декабря 1910  [13 января 1911] — 18 июля 1958) — писатель, журналист, военный корреспондент, переводчик (владел немецким и финским языками). Член Союза писателей СССР, член Союза журналистов СССР, участник второго всесоюзного съезда Советских писателей, автор многих произведений для детей.

## Биография
Родился в финской семье лютеранского вероисповедания, в Вятской губернии (ныне Кировской области), куда его родители переехали из Санкт-Петербурга после событий 1905-1907 гг. В семье кроме русского в повседневной жизни использовали финский и немецкий языки. В 1919 году потерял обоих родителей, обстоятельства смерти которых остались не выясненными. Вместе с пятилетней сестрой Евгенией был помещен в Слободской детский интернат. Всю свою жизнь они пытались безуспешно найти родственников.  Свои первые рассказы стал сочинять для младшей сестры в интернате. Мечта о карьере детского писателя становится для него главным именно в это время. Не малую роль в таком решении сыграло и общение родителей с семьей уроженца Слободска Александром Грином, чьи произведения, по его словам, были для него примером глубины лучшей детской литературы. В 1930 году окончил курсы при Кировском педагогическом институте, в 1938 году – историко-филологический факультет Казанского университета.
Трудовую деятельность начал учителем русского языка и литературы, затем работал в газетах редактором, корректором, писал критико-литературные статьи.

### Военные годы
В 29 лет ушел на советско-финскую войну. Воевал в разведке. С первых дней ВОВ находился в рядах Красной Армии. Служил в пехоте. Был в рядах защитников Сталинграда с июля 1942 года по февраль 1943 года. Во время Сталинградской битвы возглавлял на передовой пехотный батальон, а затем штаб 776 стрелкового полка 214 стрелковой дивизии. Одним из ярких эпизодов стало его участие в освобождении высоты 56.8. Из наградного листа: «25-27 ноября 1942 года капитан Патов оставшись в штабе полка один, в период упорных боев за высоту 56.8 работая за начальника штаба обеспечил бесперебойное управление штабом наступающими войсками. Полк прорвал оборону противника. Капитан Патов был дважды ранен… В период разгрома немецкой группировки под Сталинградом, лично руководил работой штаба, обеспечивая полк всем необходимым для боя. Для лучшего управления боем сам лично выдвигался в боевые порядки и помогал управлять подразделениями полка в бою». Это была высота, на которой 23 ноября 1942 года совершила свой подвиг ставшая в дальнейшем широко известной советская киноактриса, санинструктор Марининелла Королева. Данное событие изображено на панораме Сталинградская битва, на высоте 56.8 установлен мемориал. Приказом войскам 65 армии № 74/н от 25 февраля 1943 года за участие в операции был награжден орденом Красной звезды.
В августе 1943 года в составе войск 53-й армии принимал участие в Курско-Белгородско-Харьковской стратегической наступательной операции .В конце 1943 года после тяжелого  ранения переведен на службу в ежедневную красноармейскую газету "Родина зовет".
Весной 1945 года в рядах 53-й армии в ходе Братиславско-Брновской наступательной операции участвовал в освобождении Словакии.
В августе 1945 года в составе войск был направлен на Дальневосточный фронт, где принимал участие в войне с Японией. В ходе Хингано-Мукденской операции с боями прошел пустыню Гоби, преодолел Хинганские хребты, был ранен. Награжден орденом Великой Отечественной войны I степени и орденом Красной звезды.
За время ВОВ был трижды ранен, дважды тяжело. В 1942 году Приказом ГУК ВС № 02456-46 был признан без вести пропавшим, находился в окружении и с боями вернулся в часть.
В декабре 1943 года Приказом ГУК НКО № 0182-1943 был объявлен убитым на поле боя. Сестра получила извещение о гибели.

### Послевоенные годы
С 1946 года проходил службу в газете Восточно-Сибирского военного округа «Советский боец». Из статьи корреспондента «восточно-Сибирской правды» П. Г. Маляревского «Советский боец» в послевоенном Иркутске:
«Сама по себе газета "Советский боец" мало чем отличалась от типового военного издания тех лет. Ведомственная по характеру, она призвана была решать свою конкретную задачу – распространять в частях Восточно-Сибирского военного округа общественно-политическую информацию. Здесь так же, как и во всех других советских печатных органах, полосами «гнали» речи и выступления советских и коммунистических лидеров КПСС, занимались агитацией и пропагандой. Но вот состав редакции сам по себе во многом отличался от подобных изданий. Здесь публиковались практически все известные в ту пору писатели и поэты, профессора Иркутского госуниверситета, деятели культуры и искусства. Из этой газеты вышло много известных впоследствии литераторов. Костяк «Советского бойца» составляли люди, прошедшие Советско-Японскую войну – Юрий Левитанский, Николай Патов, Александр Гайдай, их наставник и идейный вдохновитель Георгий Марков. Все они, опытные бойцы, участники ВОВ, отличившиеся и награжденные медалями и орденами и потому призванные на фронт, безусловно, мечтали о «гражданке», но честно и самоотверженно отдавали долг Родине в Маньчжурии… За Николаем Патовым и Александром Гайдаем закрепились звания главных балагуров и весельчаков газеты».
В 1946 году в Иркутске Николай Патов женился на Нине Николаевне Емельяновой (1924-1988 г.) по материнской линии, принадлежавшей к роду декабриста Розина А.Е.
После демобилизации в звании подполковника Николай Патов вместе с семьей переехал в Москву.В 1951 году был награжден Орденом Трудового Красного Знамени. С 1952 года работал в аппарате Союза писателей СССР, был литературным помощником Георгия Маркова. Занимался просветительской и организационной работой в писательских организациях регионов, работал с молодыми авторами. Посещал республики средней Азии, Алтай, Карелию, являлся первым руководителем литературного объединения созданной в конце ВОВ Брянской области.

## Творчество
Первые детские рассказы опубликовал в 1938 году в студенческие годы, но настоящее литературное признание получил только после окончания Великой Отечественной войны.
Первый тематический сборник рассказов «Одиночество» опубликован в 1946 году в Иркутске. В 1948 году вышел сборник рассказов «Маленьким друзьям», в 1951 году - «Вместе со всеми», «Воробьиное озеро», в 1953 году – «В одном строю». В 1955 году опубликованы сборники «Родные звезды», «Ласточки». В 1957 году - «Замечательный народ», в 1958 году – «Золотые зерна».  В сборники вошли рассказы для детей и юношей, которые были проникнуты идеями патриотизма и советского представления о любви к Родине. В среднем в этот период он публиковал до тридцати новых рассказов в год.
В 1953 году Николай Патов стал лауреатом конкурса «На лучшую научно-художественную и научно-популярную книгу для детей в СССР» (книга «Северный ветер).
В 1954 году произошло значимое событие в карьере автора, его повесть «Шестнадцатая весна» опубликовало издательство «Детгиз». В 1956 году «Детгиз» опубликовал повесть «Карельские остроги».  Отличительной чертой его книг стали авторские иллюстрации либо совместная работа с привлеченными художниками, в которой автор занимал самую активную позицию, поскольку он полагал, что только совместно с изображенным образом, задумка писателя будет близка и понятна маленькому читателю.
Активно сотрудничал с журналами «Костер», «Дружные ребята», «Смена», газетами «Пионерская правда», «Знамя Родины».
В 1954-1956 гг. был слушателем Высших литературных курсов, созданных Литературным институтом имени А.М. Горького в 1953 году. Среди преподавателей были Николай Николаевич Асеев и Константин Георгиевич Паустовский.
В 1954 году принимал участие в организации второго съезда советских писателей, важного литературного и общественного события, состоявшегося непосредственно после смерти Сталина и ознаменовавшее во многом затронувшую литературу и искусство в СССР так называемую  «эпоху оттепели».
С 1954 по 1956 год занимался переводной литературой. Перевел на русский язык произведения финской писательницы Анни Эмилии Сван, выпустил сборник ее сказок.
Ряд рассказов Николая Патова вошли в цикл литературно-педагогических передач главной редакции радиовещания для детей и юношества СССР.
В 1955 году опубликовал на финском языке рассказ «Родные звезды», который впоследствии был переведен на русский и карельский языки.
Дружил со многими творческими людьми - Сергеем Александровичем Баруздиным, сибирским писателем Николаем Станиславовичем Устиновичем, драматургом Игнатием Моисеевичем Дворецким, автором стихов песни «Шумел сурово Брянский лес» Анатолием Владимировичем Софроновым, Маляревским Павлом Григорьевичем.
Вместе с ученым-дендрологом, доктором биологических наук, профессором Борисом Владимировичем Гроздовым в рамках программы культурного наследия принимал участие в работе инициативной группы по восстановлению усадебного парка и литературной экспозиции в родовом имении Федора Ивановича Тютчева.

## Мнения
Поддержку и высокую оценку автору оказывал Георгий Марков, он писал:
«Книги Патова открывают удивительный мир детства, обладают необъяснимым внутренним обаянием и теплотой. В его книгах каждого ребенка ждет встреча с чудом, которое ведет его за собой. Рассказы учат благородству, мужеству, отваге и верности, их отличает особая пластика литературного слова».
Из письма Юрия Левитанского: «Дорогой друг, с огромной теплотой прочитал твой рассказ «В Старой Демидовке». В твоих рассказах всегда присутствует живой человек и интересная тема. Очерки, на мой взгляд, отличаются широтой характера героя и яркостью событий. Желаю тебе удачи!»

Участник первой мировой и гражданской войн, автор более 300 художественных произведений, среди которых такие известные, как трилогия «Каменный пояс», исторический экранизированный роман «Ермак» писал:
«Очень рад, что Вы продолжаете работать. Я глубоко верю, в Ваше светлое животворящее дарование.
Верно, что Вы будете хорошим детским писателем, так как все данные для этого есть. И если Вам и трудно сейчас пробивать дорогу, то знайте, что это удел многих из нас. Я очень много и упорно работаю, но 80 % времени уходит на преодоление трудностей, которые создают мелкие завистники и недоброжелатели нашего народа. Всего доброго, хорошего, светлого на этом пути продвижения вперед».
18 июля 1958 года, возвращаясь с работы домой на 48-м году жизни, Николай Иванович Патов умер от сердечного приступа.
Николай Иванович Родичев, советский писатель:
«Потрясен смертью Патова. Мы потеряли невероятного друга, где бы он ни находился, духовная жизнь изменялась в лучшую сторону. Он был ищущим, щедрым человеком, обладающим огромной внутренней притягательностью и легкостью. Он наполнял жизнь окружающих иными, новыми смыслами, он любил людей, и они всегда тянулись к нему».

Анатолий Владимирович Софронов, писатель, поэт, переводчик, сценарист:
«Его отличала книжная ученость и умение взращивать и ценить талантливых людей. Был искренним другом. Мы все скорбим о его столь преждевременном уходе».

## Память

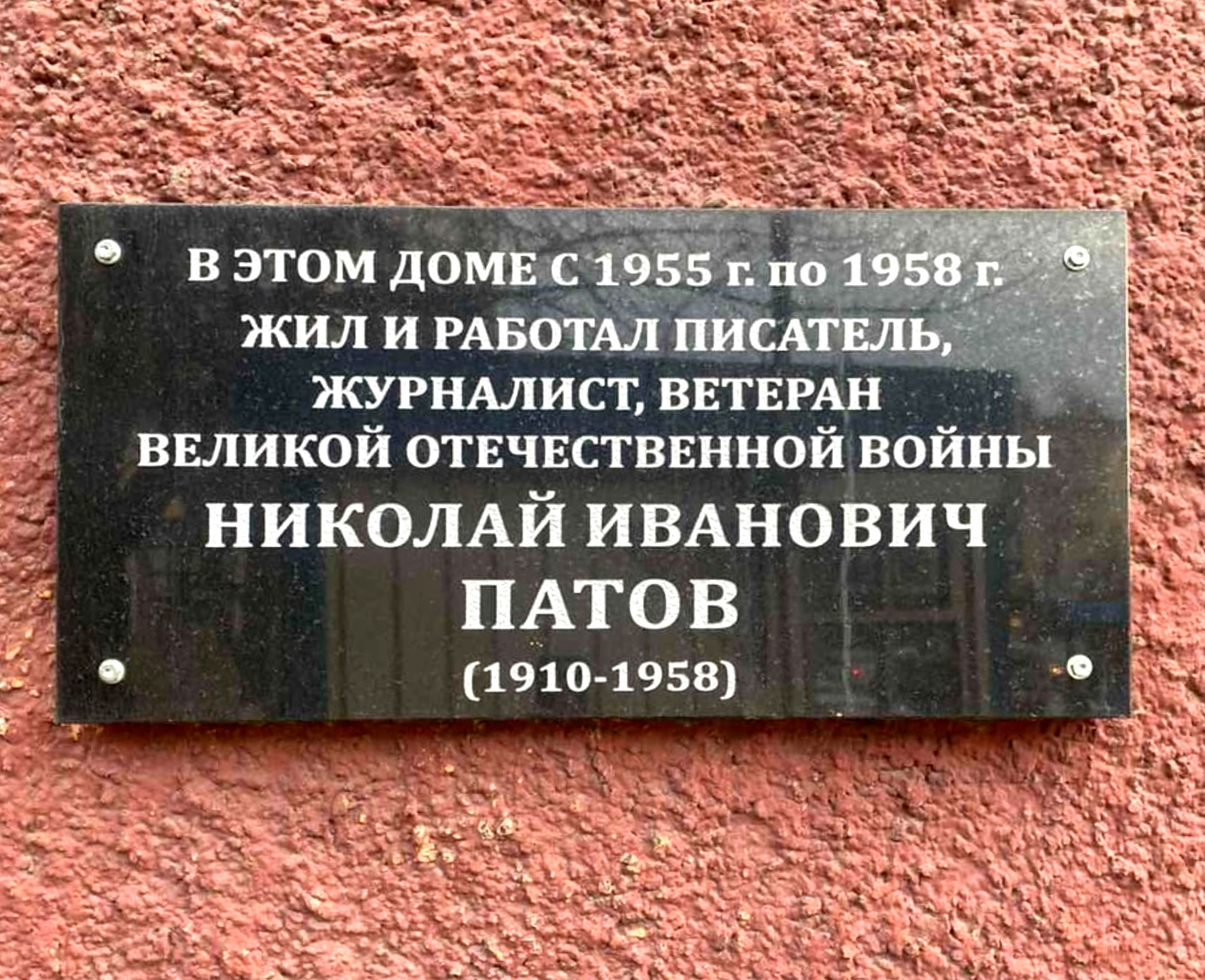
Мемориальная доска в Брянске

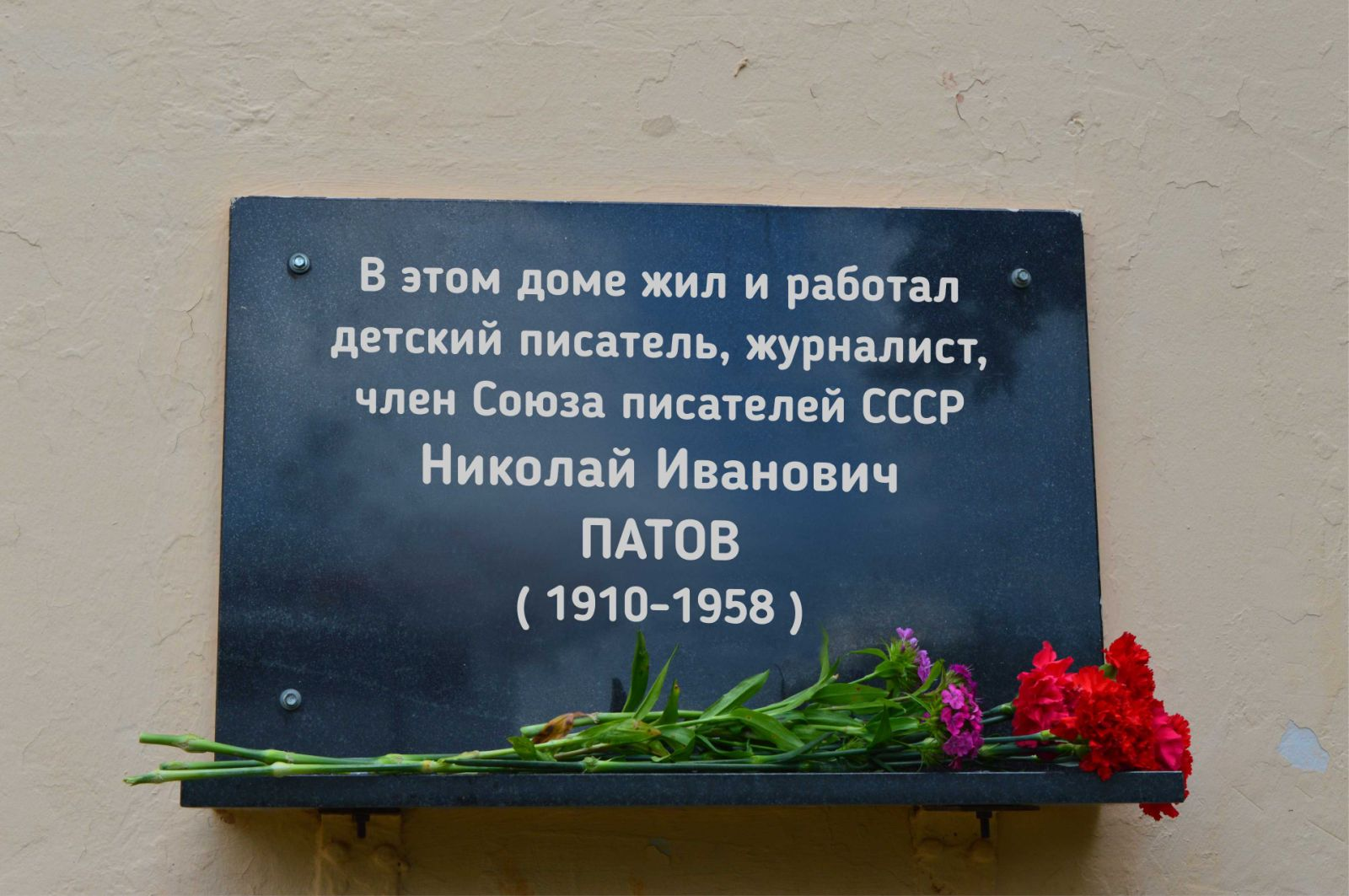
Мемориальная доска в Иркутске

## Награды
Награжден тремя орденами Красной звезды.
Награжден орденом Трудового Красного Знамени.
Награжден орденами Великой Отечественной войны I и II степени. Награжден медалью "За победу над Японией".
Награжден медалями "За отвагу", "За взятие Будапешта", "За взятие Вены", "За оборону Сталинграда", "За победу над Германией", "За боевые заслуги" и др.

## Переводческая деятельность
Переводы произведений Анни Эмилии Сван
Для детей
Satuja I—III (1901—1905).
Pieniä satuja I—V (1906).
Lasten-näytelmiä (1910).
Tarinoita lapsille (1912).
Satuja ja tarinoita (1917).
Для подростков
Tottisalmen perillinen (1914).
Iiris rukka (1916).
Kaarinan kesäloma (1918).
Ollin oppivuodet (1919).